# Ivanovo
Ivanovo (rusky Ива́ново), dříve Ivanovo-Vozněsensk je oblastní město v Rusku, ležící severovýchodně od Moskvy, v evropské části země. Je sídlem Ivanovské oblasti. Žije zde přibližně 362 tisíc obyvatel.

## Historie
Město vzniklo v roce 1871 spojením osad Ivanovo a Vozněsensk, ty existovaly již v 16. století. V dobách vlády ruského cara zde byly založeny textilní továrny, avšak díky otřesným podmínkám docházelo k četným vzpourám. Roku 1905 zde tak byl ustaven první sovět, během proticarské vzpoury. Po říjnové revoluci zde byl vojenským komisařem politik a vojevůdce Michail Frunze.

## Charakter města
Ivanovo je městem oděvnictví, říkalo se mu také „hlavní město ruského textilního průmyslu“. Kromě toho zde sídlí také strojírenství – výroba obráběcích strojů a továrny na zpracování dřeva. Město disponuje letištěm, divadly a vysokými školami.

## Rodáci
- Sergej Něčajev (1847–1882), ruský revolucionář, anarchista
- Andrej Bubnov (1883–1940), sovětský politik
- Pavel Postyšev (1887–1939), sovětský politik
- Nathalie Sarrautová (1900–1999), francouzská spisovatelka ruského původu
- Anna Barkovová (1901–1976), sovětská básnířka, vězněná v gulagu

## Obrázky

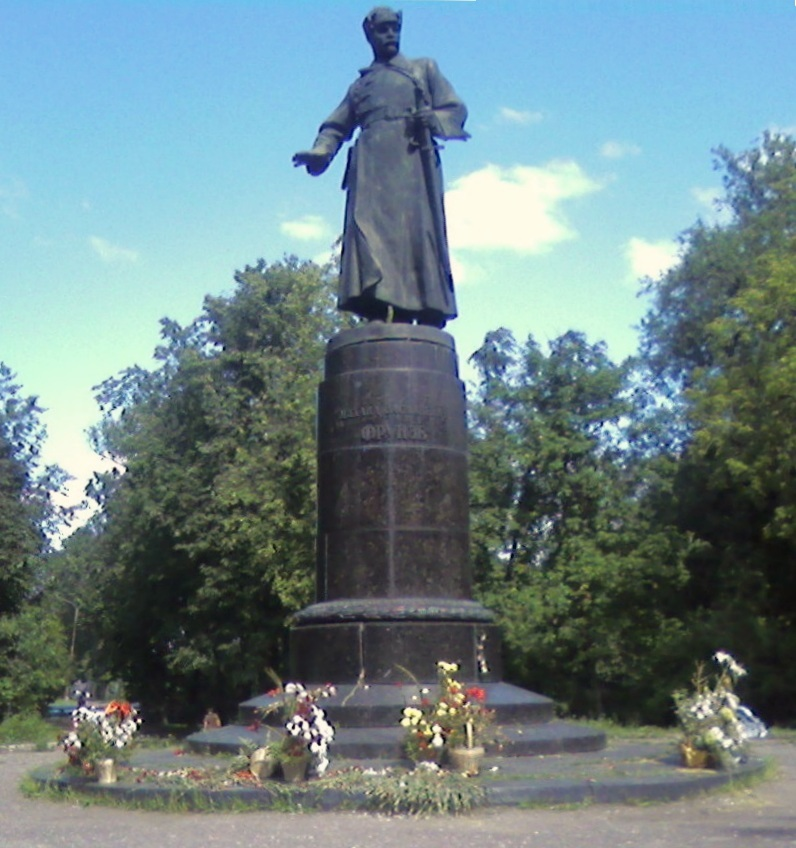
Socha Frunzeho s mečem v ruce

## Partnerská města
- Hannover, Německo
- Staffordshire, Velká británie
- Lodž, Polsko
- Plano, Texas, USA
- Chmelnyckyj, Ukrajina